# Wilhelm (Blois)

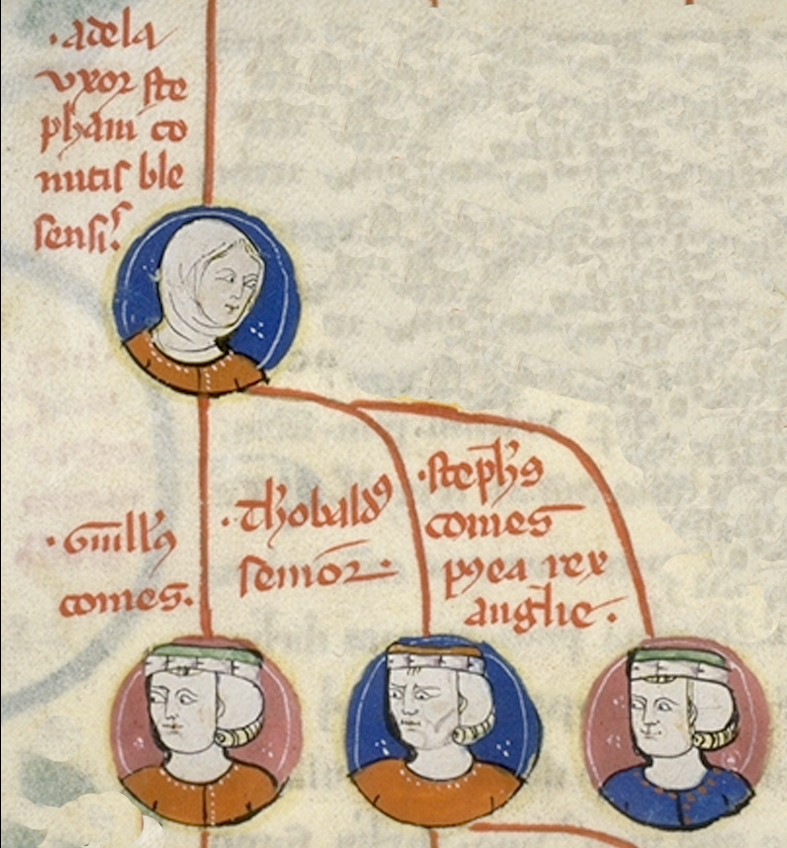
Gräfin Adela von Blois und ihre drei ältesten Söhne. Von links nach rechts: Wilhelm, Theobald und Stephan, der spätere König von England. Darstellung aus dem frühen 14. Jahrhundert.

Wilhelm (* 1090/93; † um 1150) war ein Graf von Blois und Chartres aus dem Haus Blois. Er war der älteste Sohn des Grafen Stephan (Heinrich) von Blois und der Adela von der Normandie. Mütterlicherseits war er der älteste Enkel von Wilhelm dem Eroberer.
Wilhelm folgte seinem im Jahr 1102 auf dem Kreuzzug gefallenen Vater als Graf von Blois und Chartres nach, weil er aber zu dieser Zeit noch unmündig war, stand er unter der Vormundschaft seiner Mutter. Um das Jahr 1106/07 wurde er auf Betreiben seiner Mutter zugunsten des jüngeren Bruders Theobald als Graf abgesetzt, weil er angeblich unter einer geistigen Krankheit gelitten hat.
Wilhelm blieb letztlich nur der Besitz der Burg von Sully, zu der er durch seine um 1100 geschlossene Ehe mit deren Erbin, Agnes von Sully, gelangt war und welche seine Nachkommen noch bis in das 14. Jahrhundert hinein hielten. Seine Kinder waren:
- Archambaud II. (Odo) von Sully
- Raoul von Sully († 1177), Abt von Cluny
- Henri de Sully († 1189), Abt von Fécamp
- Margarete von Sully; ⚭ mit Graf Heinrich I. von Eu
- N. N. Tochter, Äbtissin von Sainte-Trinité in Caen

## Einzelnachweis
1. ↑  William of Newburgh, Historia rerum Anglicarum, Lib. I, Cap. IV, hrsg. von Hans Claude Hamilton (1856), S. 22

| Vorgänger        | Amt                                        | Nachfolger             |
| ---------------- | ------------------------------------------ | ---------------------- |
| Stephan Heinrich | Graf von Blois Graf von Chartres 1102–1107 | Theobald IV. der Große |

| Personendaten    | Personendaten                               |
| ---------------- | ------------------------------------------- |
| NAME             | Wilhelm                                     |
| KURZBESCHREIBUNG | Graf von Blois und Chartres, Herr von Sully |
| GEBURTSDATUM     | zwischen 1090 und 1093                      |
| STERBEDATUM      | um 1150                                     |